# Zdenko Radelić
Zdenko Radelić (Maribor, 20. svibnja 1954.), hrvatski je povjesničar. 

## Životopis
Zdenko Radelić rodio se u Mariboru 1954. godine. Osnovnu školu i gimnaziju pohađao je u Mariboru. Na Filozofskom fakultetu u Zagrebu završio je, 1979. godine, studij povijesti i sociologije. Magistrirao je 1989. godine s temom Jedinstveni sindikati Hrvatske 1944. – 1948., a doktorirao 1994. godine s temom Položaj snaga građanskog društva u Hrvatskoj 1945. – 1950.
Nakon diplomiranja kratko vrijeme radio je u prosvjeti, a od 1982. godine radi u Institutu za historiju radničkog pokreta (danas Hrvatski institut za povijest) u Zagrebu. Od 1990. godine sudjelovao je u projektu "Uspostava partijskog monopola 1945. – 1952.". Surađivao je na projektu "Društveni razvoj Hrvatske 1929. – 1971." i vodio projekt "Stvaranje Republike Hrvatske i Domovinski rat (1990. – 1995. – 1998.)". Umirovljen je 2020. kao znanstveni savjetnik u trajnom zvanju.

## Djela
Historiografija:
- Savez sindikata Jugoslavije i Hrvatske. Kronologija (1945-1985), Radničke novine, Zagreb, 1986.
- Hrvatska seljačka stranka 1941. – 1950., Hrvatski institut za povijest, Zagreb, 1996.
- Božidar Magovac. S Radićem između Mačeka i Hebranga, Hrvatski institut za povijest i Dom i Svijet, Zagreb, 1999.
- Križari: Gerila u Hrvatskoj 1945. – 1950., Hrvatski institut za povijest, Zagreb, 2002. (2. izmj. i dop. izd., Alfa i Hrvatski institut za povijest, Zagreb, 2011.)
- Hrvatska u Jugoslaviji: 1945. – 1991.: od zajedništva do razlaza, Hrvatski inistitut za povijest i Školska knjiga, Zagreb, 2006.
- Stvaranje hrvatske države i Domovinski rat, Hrvatski institut za povijest i Školska knjiga, Zagreb, 2006. (suautori: Davor Marijan, Nikica Barić,  Albert Bing i Dražen Živić)[1]
- Sindikat i radništvo u Hrvatskoj (1945. – 1950.), Hrvatski institut za povijest, Zagreb, 2012.
- Obavještajni centri, Ozna i Udba u Hrvatskoj 1942. – 1954.; Obavještajni centri, Ozna i Udba u Hrvatskoj : Kadrovi 1942. – 1954., knjiga 1 i 2, Hrvatski institut za povijest, Zagreb, 2019.

Memoari:
- Sjećanja : Prilozi za povijest i historiografiju (1954.-2024.), Tragovi prošlosti, Zagreb, 2024.

Pjesničke zbirke:
- Raspoređena slova i sva su crna, (pjesme), vlastita naklada, Zagreb, 2018.
- Računam na potrebe stanovništva, (pjesme), vlastita naklada, Zagreb, 2020.
- Smisao uzima loptu i kreće s centra, (pjesme), vlastita naklada, Zagreb, 2021.
- Kada već nije sve bijelo, (pjesme), vlastita naklada, Zagreb, 2022.
- Progovorio sam mađarski, (pjesme), vlastita naklada, Zagreb, 2023.
- Hladna čela, (pjesme i priče), vlastita naklada, Zagreb, 2025.

## Vanjske poveznice
- Hrvatski institut za povijest - Znanstvenici - Djelatnici na odjelu za suvremenu povijest